# Hister comes
Hister comes är en skalbaggsart som beskrevs av Lewis 1888. Hister comes ingår i släktet Hister och familjen stumpbaggar. Inga underarter finns listade i Catalogue of Life.